# 山口小喜美
山口 小喜美（やまぐち こきみ）は、徳島県出身の祇園甲部芸妓。

## 人物・来歴
洋服店を営む両親の元に育ち、幼少のころから着物に対する憧れが強く、中学校卒業と同時に祇園甲部の置屋に入り、舞妓になる。舞踊、鳴物など習い、お座敷に勤め、20歳で襟替えし芸妓になる。彼女は阪神タイガースのファンで着物に虎をあしらうなど熱狂的である。近年、「山口公女」（やまぐち きみじょ）の名義（下記、参照）で自伝を発表して話題になった。